# 榊原一夫
榊原 一夫（さかきばら かずお、1958年8月6日 - ）は、日本の検察官。大阪高等検察庁検事長。

## 人物・経歴
大阪府出身。洛星高等学校を経て、1982年東京大学法学部卒業。1984年札幌地方検察庁検事任官。2001年佐賀地方検察庁次席検事、2003年法務省入国管理局参事官、2004年入国管理局総務課長、2005年法務省刑事局国際課長、2008年大阪地方検察庁公判部長、2010年大阪高等検察庁刑事部長。
2011年最高検察庁検事、同年旭川地方検察庁検事正、2013年法務省入国管理局長、2014年大阪高等検察庁次席検事、2015年最高検察庁公判部長、2017年大阪地方検察庁検事正。
2018年3月福岡高等検察庁検事長、2020年1月大阪高等検察庁検事長。2021年7月退官。同年、第一東京弁護士会登録。11月「アンダーソン・毛利・友常法律事務所」入所。2022年NHK経営委員。同年日野自動車エンジン認証不正問題特別調査委員長。
取扱案件は「規制当局対応・危機管理」。